# 김경헌
김경헌(金慶憲·1927년 ~ 2017년)은 재일교포 사업가로 ㈜낙서건설공업 회장, 세계한민족공동체재단 상임이사와 재일한국상공회의소 고문 등을 역임했다 

## 생애
1927년생인 故 김경헌 회장은 4살 때 일본으로 건너갔다. 토목건설노동자로 시작해 1964년 낙서건설공업주식회사를 창립했다. 이후 1986년 교토한국상공회의소 건설공업부회 회장, 1989년 교토대한건설업협동조합 이사장, 2001년 재일한국민단교토본부 상임고문, 2002년 세계한민족공동체재단 상임이사와 재일한국상공회의소 고문 등을 역임했다. 2002년 일본 국민포장 감수포장을 받았다.
국내에서는 1994년 ㈜에스원세콤 대표이사, 신한은행 설립 발기인 등을 지냈으며, 상공부장관상을 비롯해 국민훈장목련장·국민훈장동백장·국민훈장모란장 등을 수훈했다.
‘경헌실버아카데미’는 부산대 평생교육원이 2001년 8월부터 부산시 위탁을 받아 운영 중인 노인교육기관이다. 재일교포 실업가인 故 김경헌 회장이 본적지인 부산의 노인교육을 위해 부산시에 성금을 기탁하면서 개설이 이뤄졌다. 
또한 故 김경헌 회장은 2013년 부산대에 3억 원을 기탁해 경헌장학기금을 마련하고, 매년 다문화가정 학생과 해외유학생, 노인복지 전공생들에게 장학금을 지급하기도 했다. 
부산대학교(총장 전호환)는 2019년 7월 24일 본관 1층 로비에서 故 김경헌 일본 ㈜낙서건설공업 회장의 흉상 제막식을 갖고, 지역사랑과 평생교육 실현에 기여해 온 고인의 업적을 기렸다.